# Katharina von Württemberg

Wappen der Katharina von Württemberg als Gattin Jérôme Bonapartes

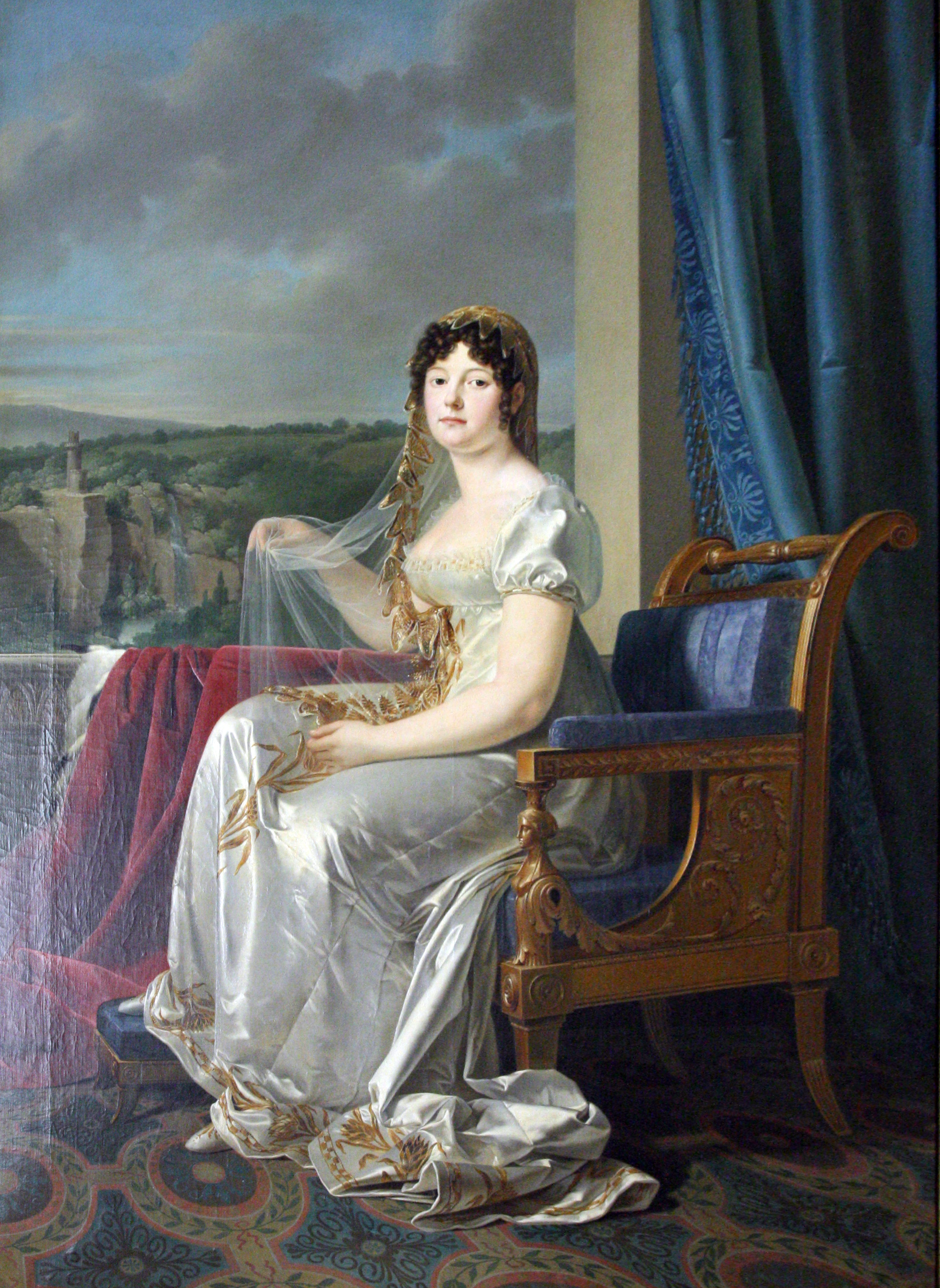
Brautbildnis von Katharina, Johann Baptist Seele, 1807, Öl auf Leinwand, Toilettenzimmer der Königin Charlotte Mathilde im Residenzschloss Ludwigsburg.

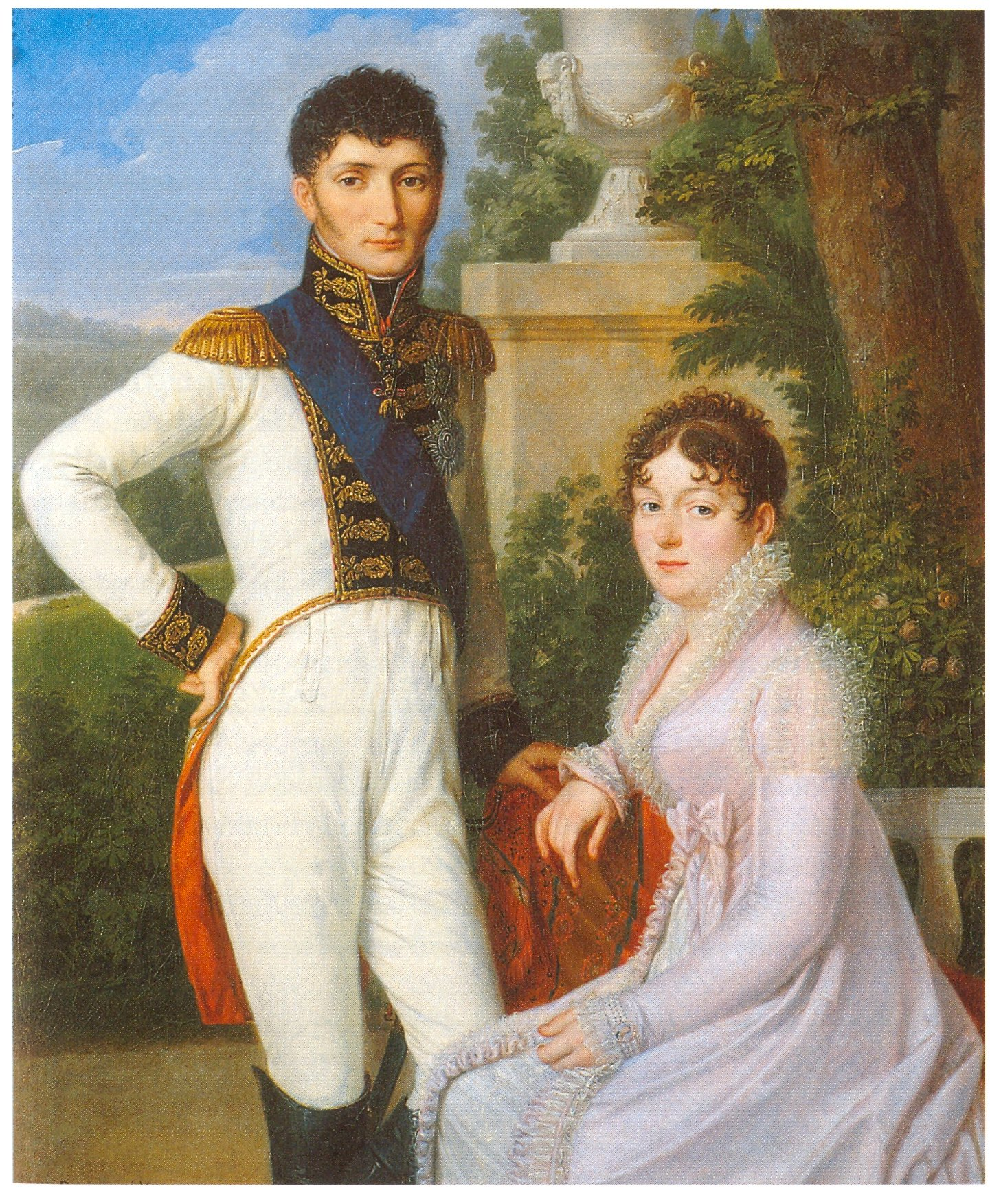
Jérôme und Katharina als König und Königin des Königreichs Westphalen (1810)

Friederike Katharina Sophie Dorothea von Württemberg, alternative Schreibung Katharine Sophie Friederike Dorothee von Württemberg, (* 21. Februar 1783 in Sankt Petersburg; † 28. November 1835 in Lausanne) war mit Napoléon Bonapartes jüngstem Bruder, Jérôme Bonaparte, verheiratet und so von 1807 bis 1813 Königin von Westphalen.

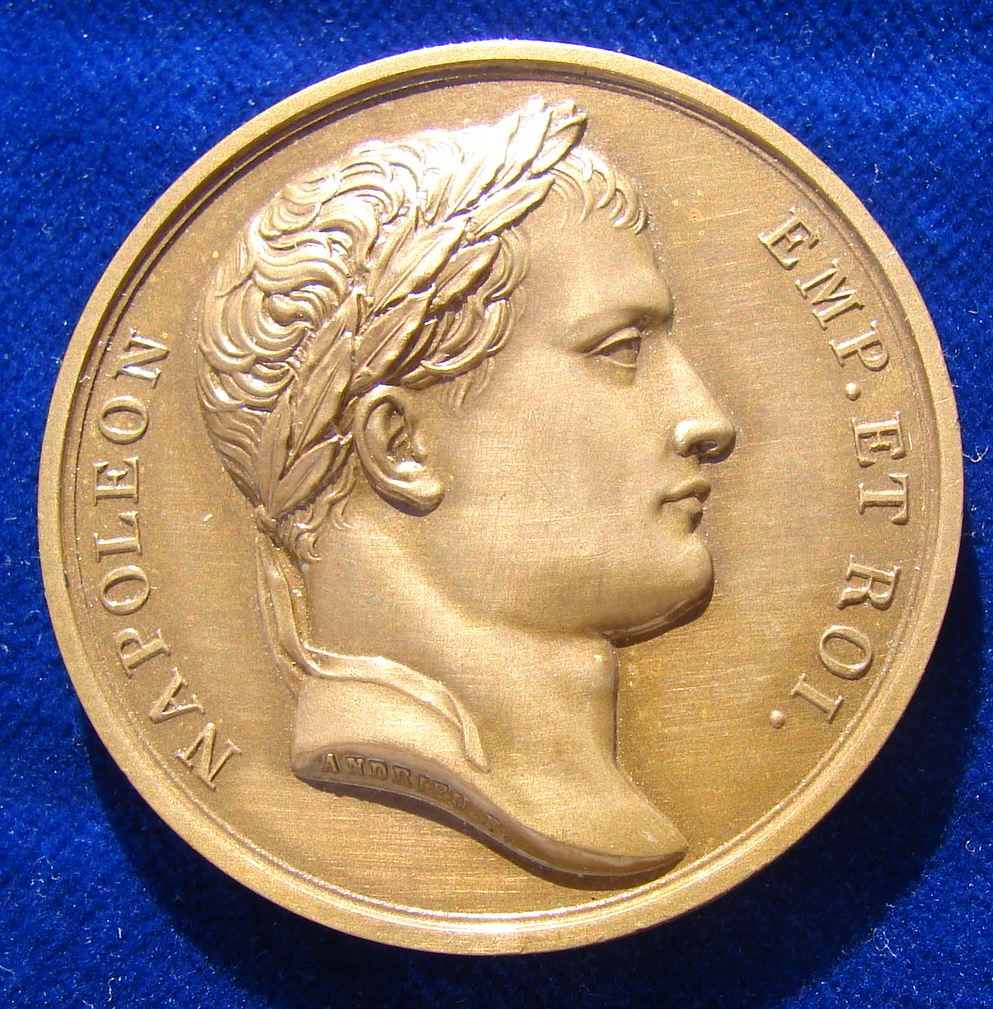
Napoleons Hochzeitsmedaille zur Hochzeit seines jüngsten Bruders Hieronymus Bonaparte mit Prinzessin Katharina von Württemberg in Fontainebleau 1807, Vorderseite

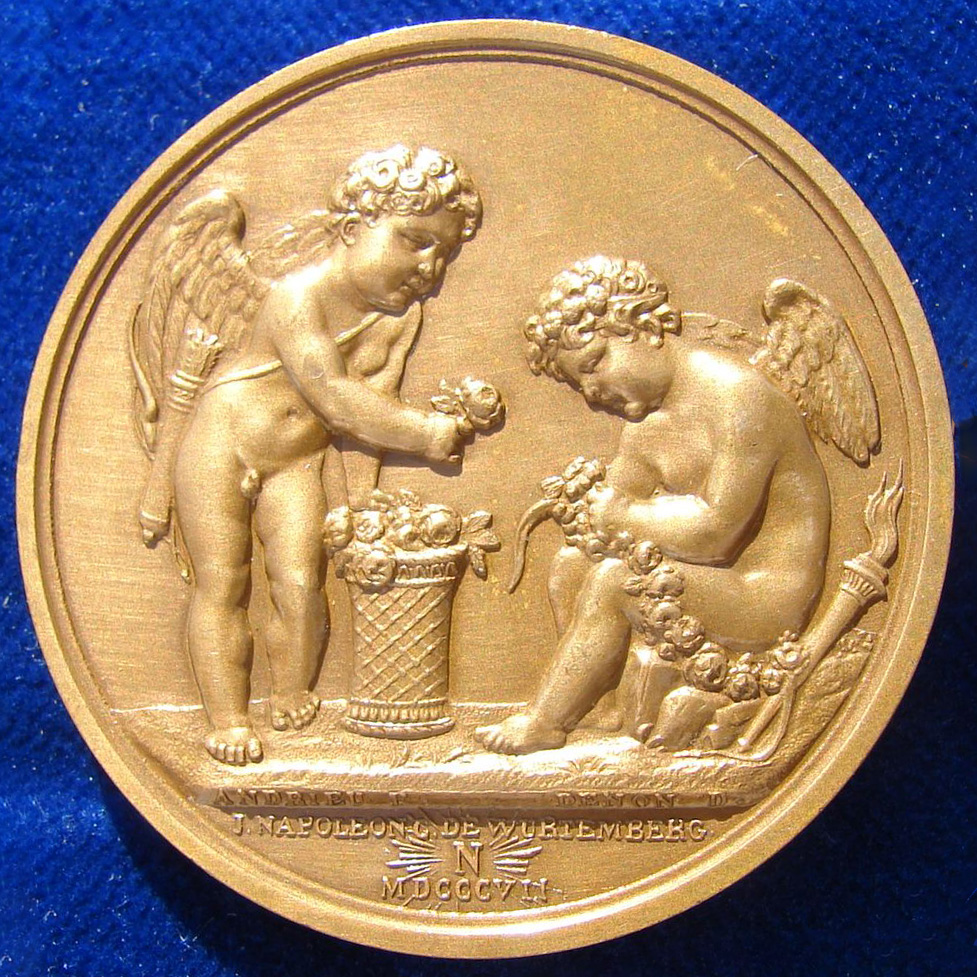
Rückseite der Medaille: Amor l. und Hymenaios r. sitzend, r. am Rand die brennende Fackel des Hymenaios

## Leben
Katharina war die Tochter des späteren ersten Königs von Württemberg, Friedrich I., und dessen erster Ehefrau, Prinzessin Auguste Karoline von Braunschweig-Wolfenbüttel. Nach der Trennung ihrer Eltern 1788 nahm Katharinas Vater sie und ihre Geschwister zu sich. Katharina wurde zunächst von ihrer Großmutter Sophie Dorothee von Brandenburg-Schwedt erzogen, die 1798 starb. 1797 erhielt Katharina die britische Prinzessin Charlotte Auguste Mathilde, eine Tochter von König Georg III., zur Stiefmutter. Charlotte Auguste Mathilde verstand sich sehr gut mit Katharina, deren Mutter ihre direkte Cousine war und deren Erziehung sie übernahm.
Katharinas Vater, Friedrich, trat 1803 auf die Seite Napoléon Bonapartes. Württemberg konnte sich dadurch erheblich vergrößern und wurde 1806 zum Königreich erhoben. Um den Bund zwischen Württemberg und Napoléon weiter zu festigen, heiratete Katharina am 22. August 1807 im Schloss Fontainebleau bei Paris den Bruder Napoleons, Jérôme Bonaparte, der seit Juli 1807 König des eigens für ihn geschaffenen Königreichs Westphalen war. Katharina war seine zweite Frau. Die Ehe mit seiner ersten Frau, Elizabeth Patterson, hatte Napoléon annullieren lassen, und Jérôme musste die politisch motivierte Ehe mit Katharina eingehen. Trotz dieser Vorgeschichte, vieler Eskapaden Jérômes und zahlreicher Geliebten hielt Katharina bis an ihr Lebensende zu ihrem Ehemann.
Nach der Völkerschlacht bei Leipzig 1813 löste sich das Königreich Westphalen auf. Katharina begleitete Jérôme auf der Flucht nach Frankreich ins Exil. Nach der Niederlage Napoléons erwartete Katharinas Vater, dass sie sich, wie Napoléons zweite Frau Marie Louise, von ihrem Mann trennen würde. Katharina aber bestand darauf, bei ihrem Mann zu bleiben. Sie reiste mit ihm von Frankreich nach Österreich, über Graz nach Triest, wo Jérôme die Villa Necker erwarb und sich mit ihr niederließ. Hier wurde 1814 ihr erster gemeinsamer Sohn, Jerôme Napoléon, geboren.
Als Napoléons Herrschaft der Hundert Tage anbrach, floh Jérôme mit Hilfe Katharinas aus Österreich und schloss sich seinem Bruder an. Katharina wurde vom österreichischen Kaiser Franz I. unter Arrest gestellt. Widerstrebend kehrte sie zu ihrer Familie nach Württemberg zurück, wo sie im März 1815 im Göppinger Schloss untergebracht wurde. Ihr Vater ließ ihre Korrespondenz kontrollieren, und Katharina konnte sich nur unter Bewachung bewegen. Nach der Niederlage von Waterloo traf im August 1815 auch Jérôme dort ein. Weil Schloss Göppingen nicht genügend bewacht werden konnte, musste das Paar in das gefängnisartige Schloss von Ellwangen umziehen. Die strenge Überwachung führte dazu, dass sie schließlich Fürst Metternichs Angebot annahmen und nach Österreich zurückkehrten. Zuvor erhielt Jérôme von seinem Schwiegervater Friedrich I. noch den Titel Prinz von Montfort.
Katharina lebte fortan mit ihrem Mann in Österreich, Italien und der Schweiz. In Triest wurde 1820 die Tochter Mathilde und 1822 ein weiterer Sohn, Napoléon Joseph, geboren.
Katharina starb am 28. November 1835 im Alter von 52 Jahren in der Villa Mon Repos in Lausanne. Sie erhielt eine Herzbestattung im Invalidendom in Paris.

## Nachkommen
Aus Katharinas Ehe mit Jérôme Bonaparte stammen drei Kinder:
- Jérôme Napoléon Bonaparte (1814–1847), Prinz von Montfort und württembergischer Oberst
- Mathilde Bonaparte (1820–1904), Prinzessin von Montfort; im Zweiten Kaiserreich führende Figur der Kulturszene
- Napoléon Joseph Bonaparte (1822–1891), genannt Prinz Napoléon oder Plon-Plon. Er ist der Vorfahr des heutigen bonapartistischen Thronprätendenten Charles Napoléon Bonaparte.